# Baressa
Baressa ist eine italienische Gemeinde in der Provinz Oristano in der Region Sardinien mit 553 Einwohnern (Stand 31. Dezember 2023). Die Gemeinde liegt 44 km südöstlich der Provinzhauptstadt Oristano und 67 km nördlich von Cagliari.
Die Nachbargemeinden sind Baradili, Gonnoscodina, Gonnosnò, Siddi (VS), Simala, Turri (VS) und Ussaramanna (VS).